# Expedition ins O
Expedition ins O ist das erste Album der Band Käptn Peng & Die Tentakel von Delphi. Sänger Robert Gwisdek und sein Bruder Johannes, beide Teil der Band, hatten zuvor bereits 2012 zu zweit als Shaban & Käptn Peng das Album Die Zähmung der Hydra veröffentlicht.

## Musikstil
Die Texte des Albums werden überwiegend gerappt. Die instrumentale Begleitung ist von Funk- und Alternative Rock beeinflusst. Neben Gitarre und Bass werden verschiedene Alltagsgegenstände als Percussion eingesetzt.

## Titelliste
1. Der Anfang ist nah – 5:12
2. Absolem – 3:27
3. Champagner & Schnittchen – 5:00
4. Es ist – 3:12
5. U-Boot – 3:28
6. Omega Peng – 3:55
7. Monster – 4:03
8. Platz da – 4:43
9. Die Tentakel von Delphi – 1:55
10. Liebes Leben – 2:48
11. Sockosophie – 7:07
12. Unten – 5:02
13. 1234PengPengPeng – 1:42
14. Oha – 5:19
15. Kugelschlucker – 3:23

## Rezeption
| Professionelle Bewertungen | Professionelle Bewertungen                                                        |
| -------------------------- | --------------------------------------------------------------------------------- |
| Kritiken                   |                                                                                   |
| Quelle                     | Bewertung                                                                         |
| laut.de                    | Sternsymbol · Sternsymbol · Sternsymbol · Sternsymbol · Sternsymbol               |
| Musikexpress               | Sternsymbol · Sternsymbol · Sternsymbol · Sternsymbol · Sternsymbol · Sternsymbol |

laut.de vergab 4 von 5 Sternen. Simon Langemann schrieb, Expedition ins O klänge „nach Low Budget, wilder Entschlossenheit und sprudelnder Kreativität“ und wecke den Wunsch „[d]ieses Spektakel alsbald auf der Bühne zu erleben“.
Thomas Winkler vergab für den Musikexpress 5 von 6 Sternen. Die Texte „[osziliierten] schwerelos zwischen Weisheit und Wahnsinn“, die Beats beschrieb er als „fantasievoll klappernd und krachend zwischen Neo-Folk und Augsburger Puppenkiste“.
In der Frankfurter Allgemeinen Zeitung sah Klaus Ungerer Expedition ins O in der Tradition des „beliebt-berüchtigte[n] deutsche[n] Kopfpop[s]“. Dessen „Dilemma“ aus „gesellschaftliche[r] Positioniertheit und Gedankenschärfe“ und „dem Willen, zu rocken“ werde in dem Album auf die Spitze getrieben: Zum einen werde „gefunkt, gerumpelt, gerockt, gerappt und gejazzt, wie man es beim Deutschpop noch nie erlebt hat“, zum anderen sei „[n]icht mehr die Gesellschaftsbeschreibung aus der Ferne“ Thema des Albums, sondern „das Universum“. Es stelle sich die Frage, ob die Lyrics „wirklich von einer kontrollierten, pointenfreudigen Distanz-Lust getragen“ oder vielmehr „der Blick eines, der wider den Willen fortgerissen wird aus allen Zusammenhängen“ seien.

### Kommerzieller Erfolg
Expedition ins O erreichte Platz 60 der deutschen Albumcharts.